# Xenomorellia montanhesa
Xenomorellia montanhesa är en tvåvingeart som beskrevs av Albuquerque 1952. Xenomorellia montanhesa ingår i släktet Xenomorellia och familjen husflugor. Inga underarter finns listade i Catalogue of Life.